# 2010–2011-es San Marinó-i labdarúgó-bajnokság (első osztály)
A 2010–2011-es Campionato Sammarinese di Calcio a San Marinó-i labdarúgó-bajnokság 26. alkalommal megrendezett bajnoki éve volt. A pontvadászat 15 csapat részvételével 2010. szeptember 17-én kezdődött és 2011. május 26-án ért véget. A Tre Fiori megvédte bajnoki címét, így sorozatban harmadszor, összességében pedig 7. alkalommal ünnepelhetett bajnoki címet.
A gólkirályi címet a bajnokcsapat olasz csatára, Alessandro Giunta nyerte el 13 találattal, az Év Játékosá-nak járó díjat pedig a Tre Penne irányító középpályásának, Enrico Cibellinek adták át.

## A bajnokság rendszere
A San Marinó-i labdarúgó-bajnokság rendszere az egyik legegyedibb a világon, 1996 óta minden csapat ugyanazon osztályban versenyez a bajnoki címért. Két fő részből áll: egy alapszakaszból és bajnoki címért folyó, vigaszágas rájátszásból.
Az alapszakaszban a részt vevő 15 csapatot két divízióba, úgynevezett gironéba sorolják. Ugyanazon a divízión belül a csapatok oda-visszavágós, körmérkőzéses rendszerben mérkőznek meg egymással: egyszer pályaválasztóként, egyszer pedig vendégként; illetve egy mérkőzést játszanak a másik divízió minden csapatával: a sorsolásnak megfelelően pályaválasztóként vagy vendégként.
Az alapszakasz végső sorrendjét az alábbi szempontok szerint határozzák meg:
1. a bajnokságban szerzett pontok összege
2. az egymás ellen játszott bajnoki mérkőzések pontkülönbsége
3. az egymás ellen játszott bajnoki mérkőzések gólkülönbsége
4. az egymás ellen játszott bajnoki mérkőzéseken szerzett gólok száma
5. a bajnoki mérkőzések gólkülönbsége
6. a bajnoki mérkőzéseken szerzett gólok száma

A bajnoki rájátszást – szintén egyedülálló módon – vigaszágas rendszerben bonyolítják le, melynek győztese lesz a San Marinó-i bajnok.

## Részt vevő csapatok
Mivel a San Marinó-i labdarúgó-bajnokság csak egy osztályból áll, nincs kieső vagy feljutó csapat, így ugyanazon 15 csapat alkotja az élvonal mezőnyét, mint a 2009–10-es bajnoki évben.
- SP Cailungo (Borgo Maggiore)
- Cosmos (Serravalle)
- FC Domagnano (Domagnano)
- SC Faetano (Faetano)
- FC Fiorentino (Fiorentino)
- Folgore/Falciano (Serravalle)
- Juvenes/Dogana (Serravalle)
- La Fiorita (Montegiardino)
- Libertas (Borgo Maggiore)
- SS Murata (San Marino)
- Pennarossa (Chiesanuova)
- San Giovanni (Borgo Maggiore)
- Tre Fiori (Fiorentino)
- Tre Penne (Serravalle)
- Virtus (Acquaviva)

### Helyszínek
Mivel egyetlen klubnak sincs saját labdarúgó-stadionja, a mérkőzéseket sorsolás szerint az alábbi stadionokban játsszák, a pályaválasztói jog is csak formális szerepet tölt be.
- Olimpiai Stadion (Serravalle)
- Campo Fonte dell'Ovo (San Marino)
- Campo Sportivo di Fiorentino (Fiorentino)
- Campo Sportivo di Domagnano (Domagnano)
- Stadio di Serravalle „B” (Serravalle)
- Campo Sportivo di Dogana (Dogana)

## Alapszakasz

### A-divízió
| #  | Csapat               | M  | GY | D | V  | G+ – G– | GK  | P                                                  | Megjegyzések                                |
| -- | -------------------- | -- | -- | - | -- | ------- | --- | -------------------------------------------------- | ------------------------------------------- |
| 1. | Pennarossa           | 20 | 13 | 3 | 4  | 31–15   | +16 | 42                                                 | Bajnoki rájátszás                           |
| 2. | La Fiorita           | 20 | 10 | 6 | 4  | 44–28   | +16 | 36                                                 | Bajnoki rájátszás                           |
| 3. | Cosmos               | 20 | 11 | 3 | 6  | 22–22   | 0   | 36                                                 | Bajnoki rájátszás                           |
| 4. | Juvenes/Dogana (KGY) | 20 | 8  | 5 | 7  | 37–31   | +6  | 29                                                 | 2011–2012-es Európa-liga – 2. selejtezőkör1 |
| 5. | SC Faetano           | 20 | 7  | 3 | 10 | 30–33   | −3  | 24 \|rowspan=4 style="background-color:#fafafa;"\| |                                             |
| 6. | FC Fiorentino        | 20 | 5  | 4 | 11 | 22–37   | −15 | 19                                                 |                                             |
| 7. | SP Cailungo          | 20 | 2  | 4 | 14 | 17–40   | −23 | 10                                                 |                                             |

Forrás: fsgc.sm (olaszul) 
A rangsorolás alapszabályai: 1. összpontszám, 2. egymás elleni eredmények összpontszáma, 3. egymás elleni eredmények gólkülönbsége, 4. egymás elleni eredmények szerzett góljainak száma, 5. gólkülönbség, 6. szerzett gólok száma.
1A Juvenes/Dogana nyerte meg a 2010–2011-es San Marinó-i kupát, így a 2011–2012-es Európa-liga 2. selejtezőkörében indult.
(B): Bajnokcsapat, (K): Kieső csapat, (F): Feljutó csapat, (I): Kupainduló, (R): A rájátszás győztese, (KGY): Kupagyőztes

### B-divízió
| #  | Csapat           | M  | GY | D | V  | G+ – G– | GK  | P                                                  | Megjegyzések      |
| -- | ---------------- | -- | -- | - | -- | ------- | --- | -------------------------------------------------- | ----------------- |
| 1. | Tre Fiori        | 21 | 11 | 6 | 4  | 41–26   | +15 | 39                                                 | Bajnoki rájátszás |
| 2. | Libertas         | 21 | 10 | 7 | 4  | 26–13   | +13 | 37                                                 | Bajnoki rájátszás |
| 3. | Tre Penne        | 21 | 10 | 6 | 5  | 32–19   | +13 | 36                                                 | Bajnoki rájátszás |
| 4. | SS Murata        | 21 | 9  | 8 | 4  | 34–19   | +15 | 35 \|rowspan=5 style="background-color:#fafafa;"\| |                   |
| 5. | Virtus           | 21 | 8  | 6 | 7  | 32–32   | 0   | 30                                                 |                   |
| 6. | San Giovanni     | 21 | 9  | 2 | 10 | 29–34   | −5  | 29                                                 |                   |
| 7. | Folgore/Falciano | 21 | 3  | 4 | 14 | 21–44   | −23 | 13                                                 |                   |
| 8. | FC Domagnano     | 21 | 0  | 9 | 12 | 17–42   | −25 | 9                                                  |                   |

Forrás: fsgc.sm (olaszul) 
A rangsorolás alapszabályai: 1. összpontszám, 2. egymás elleni eredmények összpontszáma, 3. egymás elleni eredmények gólkülönbsége, 4. egymás elleni eredmények szerzett góljainak száma, 5. gólkülönbség, 6. szerzett gólok száma.
(B): Bajnokcsapat, (K): Kieső csapat, (F): Feljutó csapat, (I): Kupainduló, (R): A rájátszás győztese, (KGY): Kupagyőztes

#### Eredményei
| Hazai \ Vendég1  | CAI | COS | DOM | FAE | FIO | FOL | JUV | LAF | LIB | MUR | PEN | SGI | TRF | TRP | VIR |
| SP Cailungo      |     | 1–1 | 2–2 | 0–1 | 2–3 | 0–1 | 1–3 | 1–1 |     |     | 3–0 | 0–4 |     |     | 1–3 |
| Cosmos           | 1–0 |     |     | 0–3 | 2–1 |     | 1–0 | 0–1 | 1–0 | 2–0 | 0–0 |     |     |     | 1–2 |
| FC Domagnano     |     | 0–1 |     | 1–1 | 2–2 | 1–1 |     | 1–1 | 1–3 | 0–4 |     | 0–2 | 1–3 | 0–0 | 0–2 |
| SC Faetano       | 5–0 | 1–3 |     |     | 0–1 |     | 3–0 | 1–3 |     | 0–0 | 0–3 | 1–2 |     | 1–4 | 2–4 |
| FC Fiorentino    | 1–0 | 1–2 |     | 1–2 |     |     | 1–2 | 3–2 |     | 1–3 | 0–1 | 0–1 |     |     | 0–0 |
| Folgore/Falciano |     | 5–0 | 2–0 | 1–3 | 1–1 |     | 1–5 | 1–3 | 1–1 | 0–5 | 0–1 | 2–3 | 3–3 | 1–2 | 0–1 |
| Juvenes/Dogana   | 4–1 | 0–2 | 3–3 | 1–3 | 1–3 |     |     | 4–4 | 1–1 |     | 0–1 | 3–1 | 0–1 | 3–2 |     |
| La Fiorita       | 0–1 | 1–2 |     | 5–1 | 4–1 |     | 0–2 |     |     |     | 2–1 | 6–3 | 0–0 | 2–2 |     |
| Libertas         | 2–0 |     | 1–0 | 0–0 | 4–1 | 3–0 |     | 1–3 |     | 1–1 |     | 2–0 | 0–1 | 0–0 | 1–1 |
| SS Murata        | 2–1 |     | 2–0 |     |     | 2–0 | 0–0 | 2–2 | 0–0 |     | 1–1 | 1–0 | 1–1 | 0–1 | 2–3 |
| Pennarossa       | 1–0 | 2–0 | 3–0 | 3–2 | 0–0 |     | 0–3 | 1–2 | 2–0 |     |     |     | 2–1 |     | 5–1 |
| San Giovanni     |     | 0–2 | 3–0 |     |     | 2–0 |     |     | 0–2 | 1–3 | 0–3 |     | 1–4 | 0–1 | 4–3 |
| Tre Fiori        | 3–3 | 4–1 | 3–2 | 1–0 | 4–1 | 4–0 |     |     | 0–2 | 2–3 |     | 1–1 |     | 1–1 | 2–0 |
| Tre Penne        | 2–0 | 0–0 | 2–2 |     | 4–0 | 3–1 |     |     | 0–1 | 2–1 | 0–1 | 0–1 | 0–1 |     | 3–1 |
| Virtus           |     |     | 1–1 |     |     | 1–0 | 2–2 | 0–2 | 0–1 | 1–1 |     | 0–0 | 4–1 | 2–3 |     |

Forrás: Soccerway (angolul) 
1A hazai csapatok a bal oldali oszlopban szerepelnek.
Színek: Zöld = hazai győzelem; Sárga = döntetlen; Piros = vendéggyőzelem.
 

## Bajnoki rájátszás

### 1. forduló
| 2011. május 4. 21.15 |

| La Fiorita                      | 3–1   | Tre Penne  |
| ------------------------------- | ----- | ---------- |
| Bollini 50' Parma 55' Monac 65' | (0–1) | 8' Cibelli |

| Campo Fonte dell’Ovo, San Marino |

| 2011. május 3. 21.15 |

| Libertas | 0–2   | Cosmos                     |
| -------- | ----- | -------------------------- |
|          | (0–1) | 25' Montagna 71' Lazzarini |

| Campo di Fiorentino, Fiorentino |

### 2. forduló
| 2011. május 7. 21.15 |

| La Fiorita            | 2–4   | Cosmos                                              |
| --------------------- | ----- | --------------------------------------------------- |
| Parma 12' Bollini 29' | (2–4) | 2' Lazzarini 10' 19' (11-esből) Montagna 25' Fucili |

| Campo di Fiorentino, Fiorentino |

| 2011. május 7. 17.00 |

| Tre Penne                               | 4–1   | Libertas    |
| --------------------------------------- | ----- | ----------- |
| Cibelli 10' 12' Valli 35' Simoncini 83' | (3–1) | 37' Mazzoli |

| Stadio Fonte dell’Ovo, San Marino |

A Libertas kiesett.

### 3. forduló
| 2011. május 11. 21.15 |

| Pennarossa           | 1–2 (h. u.) | Tre Fiori                  |
| -------------------- | ----------- | -------------------------- |
| Andreini 35' (öngól) | (1–0)       | 52' Buonocore 96' Macerata |

| Campo Fonte dell’Ovo, San Marino |

| 2011. május 12. 21.15 |

| La Fiorita | 0–2   | Tre Penne                 |
| ---------- | ----- | ------------------------- |
|            | (0–1) | 40' di Giuli 52' Olivieri |

| Campo Fonte dell’Ovo, San Marino |

A La Fiorita kiesett.

### 4. forduló
| 2011. május 17. 21.15 |

| Tre Fiori                      | 2–0   | Cosmos |
| ------------------------------ | ----- | ------ |
| Menin 74' Aruta 90' (11-esből) | (0–0) |        |

| Stadio Fonte dell’Ovo, San Marino |

| 2011. május 16. 21.15 |

| Pennarossa              | 1–3   | Tre Penne                           |
| ----------------------- | ----- | ----------------------------------- |
| Berretti 90' (11-esből) | (0–0) | 71' Valli 85' Cibelli 90+4'Pignieri |

| Stadio Fonte dell’Ovo, San Marino |

A Pennarossa kiesett.

### Elődöntő
| 2011. május 21. 21.00 |

| Cosmos                  | 1–2 (h. u.) | Tre Penne                          |
| ----------------------- | ----------- | ---------------------------------- |
| Montagna 35' (11-esből) | (1–1)       | 24' (öngól) Molinari 114' di Giuli |

| Stadio Olimpico, Serravalle |

A Cosmos kiesett.

### Döntő
A mérkőzés győztese a San Marinó-i bajnokcsapat jogán a 2011–2012-es Bajnokok Ligája 1. selejtezőkörében indulhat.
| 2011. május 26. 21.00 |

| Tre Fiori  | 1–0   | Tre Penne |
| ---------- | ----- | --------- |
| Giunta 21' | (1–0) |           |

| Stadio Olimpico, Serravalle |

Az Tre Fiori nyerte meg a bajnokságot.

## A góllövőlista élmezőnye
Alapszakasz utáni sorrend
Forrás: Soccerway (angolul).
12 gólos
- Marco Fantini (Juvenes/Dogana)
- Roberto Gatti (Murata)
- Alessandro Giunta (Tre Fiori)
- José Adolfo Hirsch (Virtus)
- Francesco Viroli (SC Faetano)

11 gólos
- Marco Ugolini (SS San Giovanni)

10 gólos
- Daniele Pignieri (Tre Penne)

9 gólos
- Sossio Aruta (Tre Fiori)
- Simon Parma (La Fiorita)
- Elton Shabani (Virtus)

Rájátszás utáni sorrend
Forrás: Soccerway (angolul).
13 gólos
- Alessandro Giunta (Tre Fiori)

12 gólos
- Marco Fantini (Juvenes/Dogana)
- Roberto Gatti (Murata)
- José Adolfo Hirsch (Virtus)
- Paolo Montagna (Cosmos)
- Francesco Viroli (SC Faetano)

11 gólos
- Simon Parma (La Fiorita)
- Daniele Pignieri (Tre Penne)
- Marco Ugolini (SS San Giovanni)

10 gólos
- Sossio Aruta (Tre Fiori)

9 gólos
- Marrio Fucili (Cosmos)
- Simon Parma (La Fiorita)
- Elton Shabani (Virtus)

## Nemzetközikupa-szereplés

### Eredmények
| Csapat     | Kupa            | Forduló         | Ellenfél        | 1. mérk. | 2. mérk. | Össz. |
| ---------- | --------------- | --------------- | --------------- | -------- | -------- | ----- |
| Tre Fiori  | Bajnokok Ligája | 1. selejtezőkör | Rudar Pljevlja  | 0–3      | 1–4      | 1–7   |
| SC Faetano | Európa-liga     | 1. selejtezőkör | SZK Zesztaponi  | 0–5      | 0–0      | 0–5   |
| Tre Penne  | Európa-liga     | 2. selejtezőkör | Zrinjski Mostar | 1–4      | 2–9      | 3–13  |

Megjegyzés: Az eredmények minden esetben a San Marinó-i labdarúgócsapatok szemszögéből értendőek, a dőlttel írt mérkőzéseket pályaválasztóként játszották.

### UEFA-együttható
A nemzeti labdarúgó-bajnokságok UEFA-együtthatóját a San Marinó-i csapatok Bajnokok Ligája-, és Európa-liga-eredményeiből számítják ki. San Marino a 2010–11-es bajnoki évben 0,166 pontot szerzett, ezzel az 52. helyen zárt.
| Csapat     | SGY | SD | SV | GY | D | V | Bónusz | Pont  | Átlag |
| ---------- | --- | -- | -- | -- | - | - | ------ | ----- | ----- |
| Tre Fiori  | 0   | 0  | 2  | 0  | 0 | 0 | 0,000  | 0,000 |       |
| Tre Penne  | 0   | 0  | 2  | 0  | 0 | 0 | 0,000  | 0,000 |       |
| SC Faetano | 0   | 1  | 1  | 0  | 0 | 0 | 0,000  | 0,500 |       |
| Összesen   | 0   | 1  | 5  | 0  | 0 | 0 | 0,000  | 0,500 | 0,166 |

## Külső hivatkozások
- Hivatalos oldal (San Marinó-i labdarúgó-szövetség) (olaszul)
- Eredmények és tabella az rsssf.com-on (angolul)
- Eredmények és tabella a Soccerwayen (angolul)